# Erebiola butleri
Genre
Espèce
Erebiola butleri est une espèce de lépidoptères (papillons) endémique de Nouvelle-Zélande. Elle est l'unique représentante du genre monotypique Erebiola, dans la famille des Nymphalidae et la sous-famille des Satyrinae. 

## Noms vernaculaires
Erebiola butleri se nomme en anglais Butler's Ringlet, Butler's Black Mountain Ringlet ou encore Small Black Mountain Ringlet.

## Morphologie
L'imago d'Erebiola butleri est un papillon de taille moyenne. Le dessus des ailes est brun très foncé, avec deux ocelles noir pupillés de blanc à l'apex des ailes antérieures, et trois aux ailes postérieures. Le revers des ailes postérieures est brun-ocre orné de taches blanches plus ou moins en losanges.
La chenille est de couleur marron-jaune.

## Biologie
La plante hôte de la chenille pourrait être Chionochloa australis.
L'imago vole de janvier à mi-avril.

## Distribution et biotopes
Erebiola butleri est endémique de Nouvelle-Zélande, plus précisément de l'île du Sud. On le trouve en montagne, entre 900 et 1300 mètres d'altitude.

## Systématique
Le genre Erebiola et son unique espèce Erebiola butleri ont été décrits par l'entomologiste néo-zélandais Richard William Fereday (en) en 1879.